# Oxychaeta dicksoni
Oxychaeta dicksoni är en fjärilsart som beskrevs av Gabriel 1947. Oxychaeta dicksoni ingår i släktet Oxychaeta och familjen juvelvingar. IUCN kategoriserar arten globalt som starkt hotad. Inga underarter finns listade i Catalogue of Life.